# 私人監獄
私营监狱，也称为民营监狱、私立监狱、营利性监狱（英語：private prison），是指由私人公司而非政府经营的监狱。私营化监狱通常是由政府聘用私人监狱公司来运营监狱，以确保罪犯服刑。私人监狱产业出现的背景是21世纪以来，许多曾经由政府经营的行业变得更加私有化。 

## 各地私营监狱
澳大利亚、巴西、智利、希腊、牙买加、日本、墨西哥、新西兰、秘鲁、南非、韩国、泰国、美国和英国都存在私营的监狱。但私人监狱产业在五眼联盟里的美英澳新更加普遍存在。
以色列曾经也有私人监狱，直到以色列最高法院在2005年宣布盈利性监狱为非法。加拿大也曾有私人监狱，但由于公民对私人监狱广泛的抗议，最后一座私人监狱于2006年转由政府控制。

## 私营监狱公司
- 美国矫正公司
- 信佳集团
- GEO集团